# 드라간 미차노비치
드라간 미차노비치(세르비아어: Драган Мићановић, Dragan Mićanović, 1970년 9월 30일~)는 세르비아의 배우이다.

## 출연 작품

### 영화
- 넥스트 투 미 (2015년)
- 님프, 피의 요정 (2014년)
- 더 테너 리리코 스핀토 (2014년)
- 코리올라누스: 세기의 라이벌 (2011년) - 타이터스 라티어스 역
- 스키닝 (2010년)
- 레이어 케이크 (2004년)
- 배드 컴퍼니 (2002년)
- 모텔 휠스 (1999년)
- 캐주얼티 (1986년)